# Río Lingue
El río Lingue o río Mehuín es un curso de agua que corre en una cuenca costera limitada por las cuencas de los ríos Queule al norte y Valdivia al sur, entre la Cordillera de la Costa y el mar, donde desemboca al sur del poblado Mehuín.

## Trayecto
El río Lingue tiene su naciente en la Cordillera de la Costa, en el sector llamado cordillera del Mahuidanche, escurriendo en un primer tramo de norte a sur, a través de la cordillera para posteriormente avanzar hacia el oeste y desembocar en la Bahía de Maiquillahue. Pasa cerca de la localidad de Mehuín. Sus tributarios más importantes son los ríos Pichilingue, Huautro Uno y Huautro Dos y los esteros Los Venados, Dollinco, Quesquechan y Tringlo. En la desembocadura del Lingue se encuentran las mayores playas de la comuna.: 4 
Corre cerca de los poblados de Lingue y Mehuín.

## Régimen y caudal
Su régimen es pluvial, pero no hay información fluviométrica. En su curso inferior es afectado por las mareas.: 470 

## Historia
Francisco Solano Asta-Buruaga y Cienfuegos, quien lo llama Mehuín, escribió en 1899 en su Diccionario Geográfico de la República de Chile sobre el río:
Mehuín.-—Río del departamento de Valdivia. Tiene origen en las montañas inmediatas al NO. de la villa de San José de Mariquina, y se dirige al O. á morir en la bahía de Maiquillahue. En su parte superior, sobre la margen del sur hay un pequeño caserío que se llama Lingue, nombre que también toma el río. Es de moderado curso y caudal y de riberas selvosas. Admite navegación por embarcaciones menores hasta unos 20 kilómetros desde su boca. En la inmediación de ésta estableció en 1779 el Presidente Jáuregui una misión, que se denominó de Chanchán, como también de Mehuín y que algún tiempo después destruyeron los indios. El nombre es de me, estiércol, y de la contracción de huincul, montón.